# Armenag K. Bedevian
Armenag K. Bedevian, Effendi, d'origine arménienne, auteur du Illustrated Polygottic Dictionary of Plants Names (Dictionnaire Polyglotte illustré des noms de plantes), en latin, arabe, arménien, anglais, français, allemand, italien et turc, 1936 (avec 1711 illustrations), a été directeur de la ferme de recherche de Gizeh, Égypte.
Selon W. Lawrence Balls, M.A., Sc.D., F.R.S., dans son préface, « M. Bedevian m'a rejoint comme assistant agricole au vieux laboratoire de terrain de coton en 1913, et quand je suis rentré en Égypte en 1927 je l'ai trouvé assez établi au ministère de l'agriculture comme gestionnaire de la ferme expérimentale de Gizeh et aussi surintendant des opérations de control de graines de coton, j'ai trouvé qu'il était non seulement en possession des masses de données sur la ferme, sur l'égrenage, marchands et autres, mais qu'il peut produire des synthèses, des résumés et des graphiques de ces informations à court terme en réponse à une question, que je pourrais demander à ces choses-là. Donc il était évident qu'il avait un flair pour l'ordre et le système ».